# Rhadinopsylla tenella
Rhadinopsylla tenella är en loppart som beskrevs av Jordan 1929. Rhadinopsylla tenella ingår i släktet Rhadinopsylla och familjen mullvadsloppor. Inga underarter finns listade i Catalogue of Life.